# Metod Trobec
Metod Trobec (6 juni 1948 – 30 mei 2006) was een Sloveens seriemoordenaar die in 1979 werd veroordeeld voor het verkrachten en vermoorden van ten minste vijf vrouwen. Hij staat ook bekend onder zijn bijnaam, het Monster van Dolenja Vas (Pošast iz Dolenje vasi).
Hoewel Trobec verdacht werd van meer moorden, legde de Hoge Raad van Slovenië hem uiteindelijk twintig jaar gevangenisstraf op voor vijf bewezen slachtoffers. Hij kreeg er in 1992 echter vijftien jaar bij voor poging tot moord op een medegevangene.
Het Kroatische nieuwsmedium HINA bracht op dinsdag 30 mei 2006 naar buiten dat Trobic die dag zelfmoord had gepleegd.